# Sorgenfreispira
Sorgenfreispira is een geslacht van weekdieren uit de klasse van de Gastropoda (slakken).

## Soorten
- Sorgenfreispira africana (Ardovini, 2004)
- Sorgenfreispira ardovinii (Mariottini & Oliverio, 2008)
- Sorgenfreispira brachystoma (Philippi, 1844)
- Sorgenfreispira exilis (Ardovini, 2004)
- Sorgenfreispira moronii (Venzo & Pelosio, 1964) †